# Marilyn Monroe (Pharrell Williams)
Marilyn Monroe è un brano musicale del cantante statunitense Pharrell Williams, pubblicato il 10 marzo 2014 come secondo singolo dal suo secondo album in studio, Girl.

## Classifiche
| Classifica (2014) | Posizione massima |
| ----------------- | ----------------- |
| Australia         | 29                |
| Austria           | 57                |
| Belgio (Fiandre)  | 11                |
| Belgio (Vallonia) | 30                |
| Danimarca         | 23                |
| Francia           | 27                |
| Germania          | 25                |
| Irlanda           | 35                |
| Paesi Bassi       | 18                |
| Regno Unito       | 25                |
| Slovacchia        | 40                |
| Stati Uniti       | 109               |
| Svizzera          | 51                |